# Nadežda Kavtaskina
Nadežda Kavtaskina (ur. 25 lipca 1936) – łotewska lekkoatletka, biegaczka długodystansowa.
Podchodzi z Łatgalii.
Pierwszy maraton ukończyła w 1987. Od tego czasu ukończyła ponad 100 biegów maratońskich, część z nich wygrywając.
Złota medalistka mistrzostw świata i Europy weteranów (w swojej kategorii wiekowej) w biegach ultramaratońskich.
7 października 2006 zwyciężyła w maratonie w Rydze w wieku 70 lat i 74 dni – stała się tym samym jedną z najstarszych zwyciężczyń biegu maratońskiego w historii i najstarszą zwyciężczynią otwartego maratonu.